# Bellevalia feinbruniae
Bellevalia feinbruniae är en sparrisväxtart som beskrevs av Helmut E. Freitag och Per Erland Berg Wendelbo. Bellevalia feinbruniae ingår i släktet Bellevalia och familjen sparrisväxter.
Artens utbredningsområde är Afghanistan. Inga underarter finns listade i Catalogue of Life.